# Ali al-Qari
 (janvier 2018).
Si vous disposez d'ouvrages ou d'articles de référence ou si vous connaissez des sites web de qualité traitant du thème abordé ici, merci de compléter l'article en donnant les références utiles à sa vérifiabilité et en les liant à la section « Notes et références ».
Ali ibn Sultan al-Qari (arabe :  علي بن سلطان محمد القاري) (né en 15??, mort en 1605) était un savant musulman hanafite auteur de nombreux ouvrages de hadith, fiqh, tafsir, d’histoire et de tasawwouf.

## Sa croyance
Voici un extrait de son commentaire du livre Al-Fiqh Al-Akbar dans lequel il expose sa croyance conforme à l'école de croyance Matouridite. Il a dit : 
« Allâh Soubhânah n’est pas dans un des endroits et Il ne dépend pas du temps, car l’endroit et le temps font partie de l’ensemble des créatures. Et Allâh Soubhânah existe de toute éternité alors que rien d’autre que Lui de parmi les choses existantes n’existe de toute éternité »

## Œuvres
- Mirqat-ul-mafâtih sharh Mishkat al-masabih, qui est commentaire de Mishkat al-Masabih
- Sharh fiqh Akbar, qui est commentaire de l'ouvrage fiqh Akbar de l'imam Abou Hanifa
- Sharh Muwatta
- `Ayn al-`ilm wa zayn al-hilm, commentaire en deux volumes d’une œuvre abrégée de l’imam Ghazali, Ihya' `Ulum al-Din.
- Al-Hizbul-Azam, le dhikr suprême, tiré du Coran et des hadiths qui sera la base du Dala'il al-khayrat de l’imam al-Jazuli.
- Sharh Nukhbat-il-Fikr, qui est un commentaire de l'ouvrage de Ibn Hajar al-Asqalani Nukhbat al-Fikr, livre classique de la science du hadith.
- Un commentaire en deux volumes de al-Shifa’ du Qadi Iyad